# حالة ثنائية

مثال على الحالة الثنائية في المنتصف

الحالة الثنائية في ميكانيكا الكم هي حالة نظام جسيمات أولية ذات عزم مغزلي spin 1/2, بحيث تصبح للنظام حالتين بالنسبة لاتجاه العزم المغزلي الكلي: إما −1/2 أو +1/2. تسمى مثل هذا النظام بأنه «نظام ذو مستويين» للطاقة؛ إذ أن أحد المستويين يعبر عن أتجاه محصلة العزم المغزلي إلى أعلى والمستوى الآخر تكون فيها محصلة العزم المغزلي للنظام متجهة إلى أسفل.
في الطبيعة تحدث ظاهرة الحالة الثنائية نتيجة للعزم المغزلي التي تتسم بها جسيمات أولية مثل الإلكترون و البروتون، ويعبر عنها بـ spin 1/2 .

## التاريخ وتطبيقات
يرجع التعبير «ثنائي» أو «مزدوج» إلى القرن التاسع عشر حيث ظهرت بعض خطوط الطيف لبعض الأيونات مزدوجة عند تسليط مجال مغناطيسي شديد عليها من الخارج. هذه الظاهرة معروفة بأنها تأثير زيمان. ولم تكن تلك الازدواجية لبعض خطوط الطيف تظهر في معامل البحث فقط، ولكنها كانت تظهر أيضا في بعض خطوط أطياف النجوم والأجرام السماوية؛ فكانت تساعد الباحث على استنباط قوة المجال المغناطيسي للشمس أو لنجم أو لمجرة.
وبالإضافة إلى ذلك فإن مشاهدة العلماء الخطوط الثنائية في الطيف هي التي مكنتهم من استنباط أن للإلكترون عزم مغزلي. بل علاوة على ذلك، أن مقدار العزم المغزلي له لا بد وأن يساوي 1/2 . (أنظر الجزء الخاص بالتاريخ عن العزم المغزلي للإلكترون.)
لا تزال الحالة الثنائية تلعب دورا هاما في الفيزياء وفي تطبيقات خاصة بصحة الإنسان.
فعلى سبيل المثال في مسألة الفحص الطبي يستخدم تصوير الرنين المغناطيسي وهو يعتمد على رنين نووي مغناطيسي. في هذه التقنية يبدو خط ثنائي ناتج عن أنوية ذرات ذات عزم مغزلي مقداره spin-1/2، ومن خصائصه
أنه مصحوب بانشقاق في هيئة خط ثنائي يبلغ تردده في مجال الموجات الراديوية. وعن طريق تسليط مجال مغناطيسي وضبط جهاز استقبال للموجة الراديوية، فإن العزم النووي سوف يتأثر بالمجال المغناطيسي ويرسل موجات طبقا لتأثير يعرف بما يسمى دورة رابي. وطبقا لشدة الموجات الراديوية المنبعثة من عضو الجسم ومقدار ترددها يمكن معرفة تركيز تلك الأنوية في العضو. بالتالي يمكن تشخيص، هل العضو سليم أم به ورم أو ما يشبه الورم.

## اقرأ أيضا
| - حالة منفردة - حالة ثلاثية - عدد الكم الرئيسي - عدد الكم المغناطيسي - عدد الكم المداري - نموذج بور للذرة | - تأثير زيمان - تأثير شتارك - رنين مغناطيسي إلكتروني - نموذج بور للذرة - قفزة كمومية |